# Mrtví neumírají
Mrtví neumírají, v originále The Dead Don't Die, je americký film, který natočil režisér Jim Jarmusch podle vlastního scénáře. Hraje v něm řada herců, kteří s režisérem v minulosti spolupracovali (například Adam Driver, Bill Murray, Steve Buscemi), ale i těch, kteří s ním pracují poprvé (Selena Gomezová, Austin Butler). Producenty filmu jsou Carter Logan a Joshua Astrachan. Jde o zombie film. Snímek distribuuje společnost Focus Features. Natáčení filmu probíhalo od července 2018.

## Hrají
| Bill Murray (dabing Jiří Štěpnička)             | náčelník Cliff Robertson            |
| Adam Driver (dabing Radek Škvor)                | policista Ronald „Ronnie“ Peterson  |
| Tilda Swinton (dabing Radka Stupková)           | Zelda Winston                       |
| Chloë Sevigny (dabing Jitka Moučková)           | policistka Minerva „Mindy“ Morrison |
| Steve Buscemi (dabing Radovan Vaculík)          | farmář Frank Miller                 |
| Danny Glover (dabing Pavel Rímský)              | Hank Thompson                       |
| Caleb Landry Jones (dabing Jan Battěk)          | Bobby Wiggins                       |
| Rosie Perez (dabing Petra Hanžlíková-Tišnovská) | Posie Juarez                        |
| Iggy Pop                                        | Coffee Zombie                       |
| Sara Driver                                     | Coffee Zombie                       |
| RZA (dabing Jiří Krejčí)                        | Dean                                |
| Carol Kane                                      | Mallory O'Brien                     |
| Selena Gomez (dabing Martina Kechnerová)        | Zoe                                 |
| Tom Waits (dabing Martin Zahálka)               | poustevník Bob                      |
| Austin Butler (dabing Roman Hajlich)            | Jack                                |
| Eszter Balint (dabing Kristina Jelínková)       | Fern                                |
| Jahi Di'Allo Winston (dabing Mikuláš Převrátil) | Geronimo                            |
| Taliyah Whitaker (dabing Anežka Saicová)        | Olivia                              |
| Maya Delmont (dabing Karolína Křišťálová)       | Stella                              |
| Larry Fessenden (dabing Jiří Valšuba)           | Danny Perkins                       |